# Landskrona (stad)
Landskrona is een stad en de hoofdplaats in een gelijknamige gemeente Landskrona in de Zweedse provincie Skåne län.
De stad heeft een inwoneraantal van 28.670 (2005) en een oppervlakte van 1218 hectare. De stad ligt aan de Øresund. De afstand tot het centrum van Kopenhagen is 25 kilometer. Tot 1993 was er een veerbootlijn naar Kopenhagen, sinds 2000 duurt een treinreis naar de Deense hoofdstad ongeveer een uur. Voor 1658 was de stad Deens, in 1720 werd deze formeel Zweeds.

## Bezienswaardigheden
Bezienswaardig zijn de citadel van de stad, met de gevangenis waarin Hilda Nilsson gevangen zat tot haar dood, het Landskrona museum met onder andere handwerk uit de stad en de Landskrona konsthall voor moderne en hedendaagse kunst met het beeldenpark Kaptensgårdens skulpturpark. Zwedens eerste vliegtuigfabriek ligt ook in de stad.

## Sport
De voetbalclub Landskrona BoIS heeft gedurende 34 seizoenen gespeeld in de hoogste Zweedse voetbalcompetitie, Allsvenskan. Tijdens de 4 seizoenen 2002-2005 trok de club bij thuiswedstrijden gemiddeld 6400 bezoekers.

## Verkeer en vervoer
In een rechte lijn is het slechts 25 kilometer naar het centrum van Kopenhagen. Voorheen ging er een veerdienst naar de Deense hoofdstad, sinds 2000 kan men de trein nemen (reistijd: een uur, ofwel 50 minuten naar de luchthaven van Kopenhagen, Kastrup; de grootste in Scandinavië).
Bij de plaats lopen de E6/E20 en Riksväg 17.
Er is een veerdienst van Landskrona naar het nabijgelegen eiland Ven. Sinds 27 september 2003 verbinden trolleybussen het centrum met het spoorwegstation.
De stad heeft verder ook een overslaghaven.

## Klimaat
De winters zijn zacht in vergelijking met Stockholm, en helemaal in vergelijking met het noorden van Zweden. Elke winter sneeuwt het, maar de sneeuw blijft zelden lang liggen. De gemiddelde temperatuur in januari is precies 0° C, in juli en augustus is het rond de 17° C.

## Geboren in Landskrona

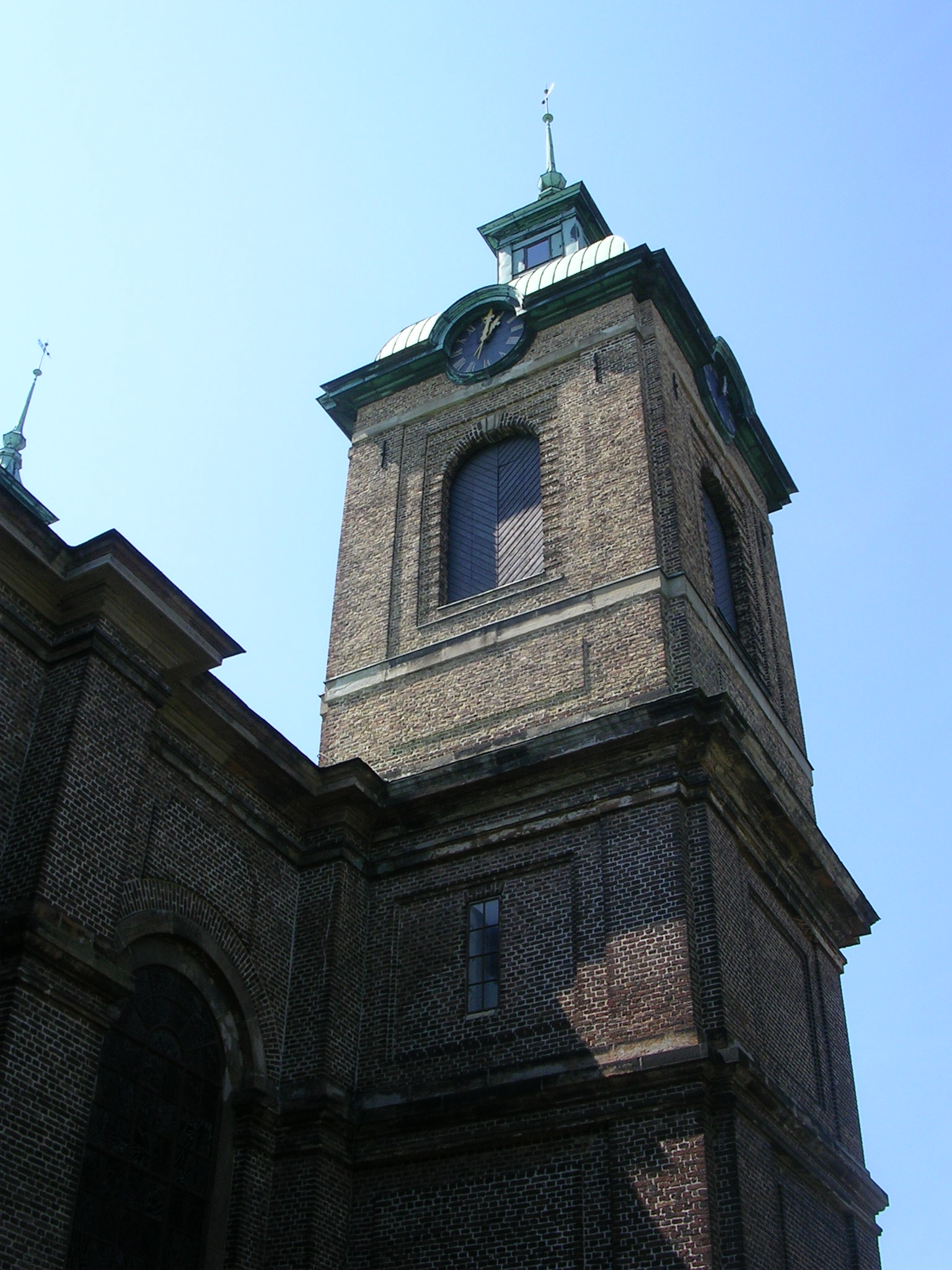
De Sofia Albertina kerk in Landskrona

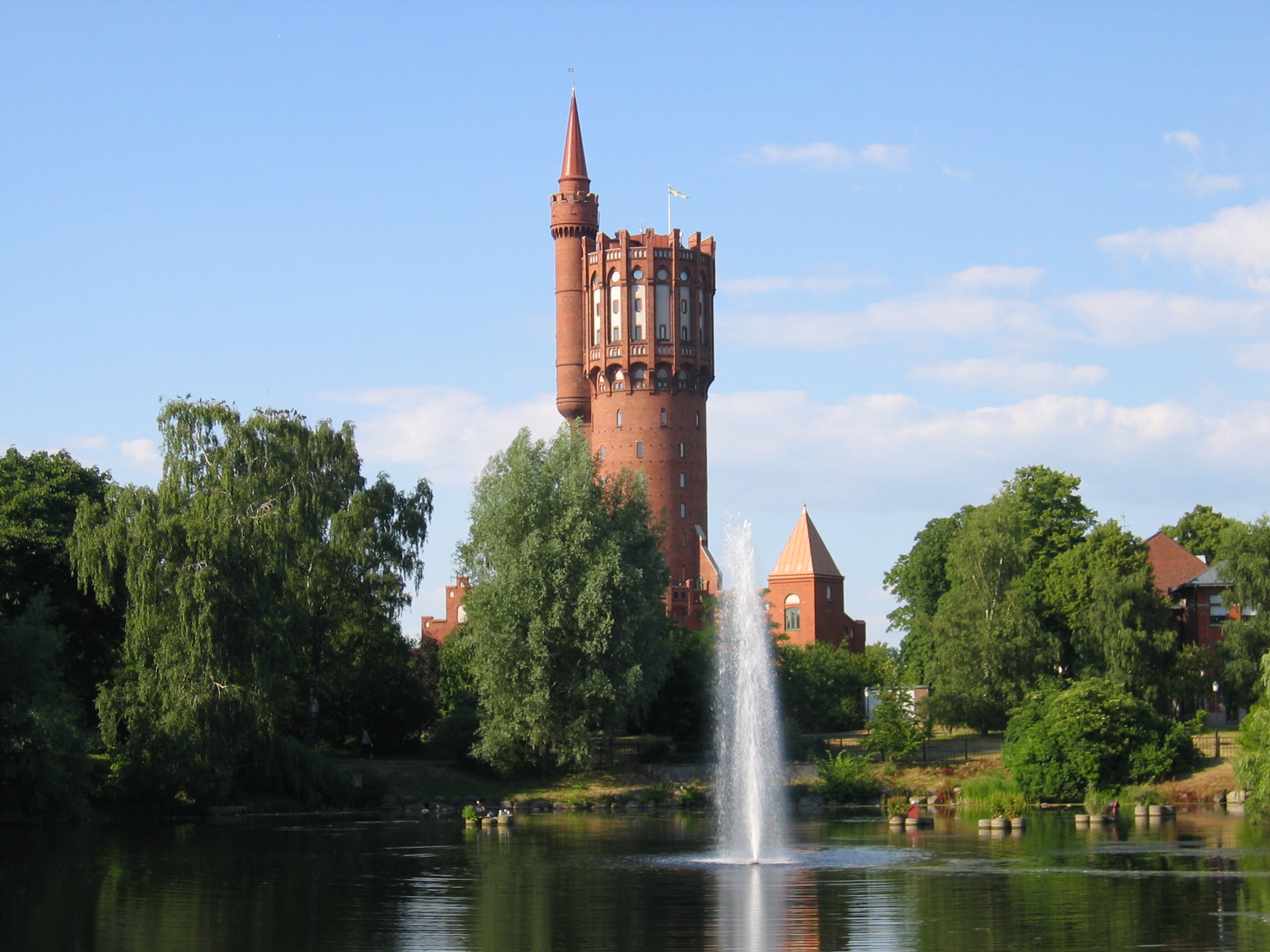
De oude watertoren van Landskrona

- Amanda Röntgen-Maier (1853-1894), componiste en violiste, de eerste vrouw van Julius Röntgen
- Allvar Gullstrand (1862-1930), oogarts en Nobelprijswinnaar (1911)
- Siw Malmkvist (1936), zangeres
- Max Lundgren (1937-2005), schrijver en scenarist
- Ewa Aulin (1950), actrice
- Joakim Nilsson (1966), voetballer
- Jonas Olsson (1983), voetballer
- Alexander Farnerud (1984), voetballer
- Rasmus Lindgren (1984), voetballer

## Sportverenigingen in de stad
- Curla.nu - curling
- Landskrona BoIS - voetbal
- Borstahusens BK - voetbal
- Landskrona Falcons - unihockey
- Landskrona Taekwondo Akademi - taekwondo
- Landskrona Schackklubb - schaken
- Landskrona Karate Klubb - karate